# Irina von Wiese

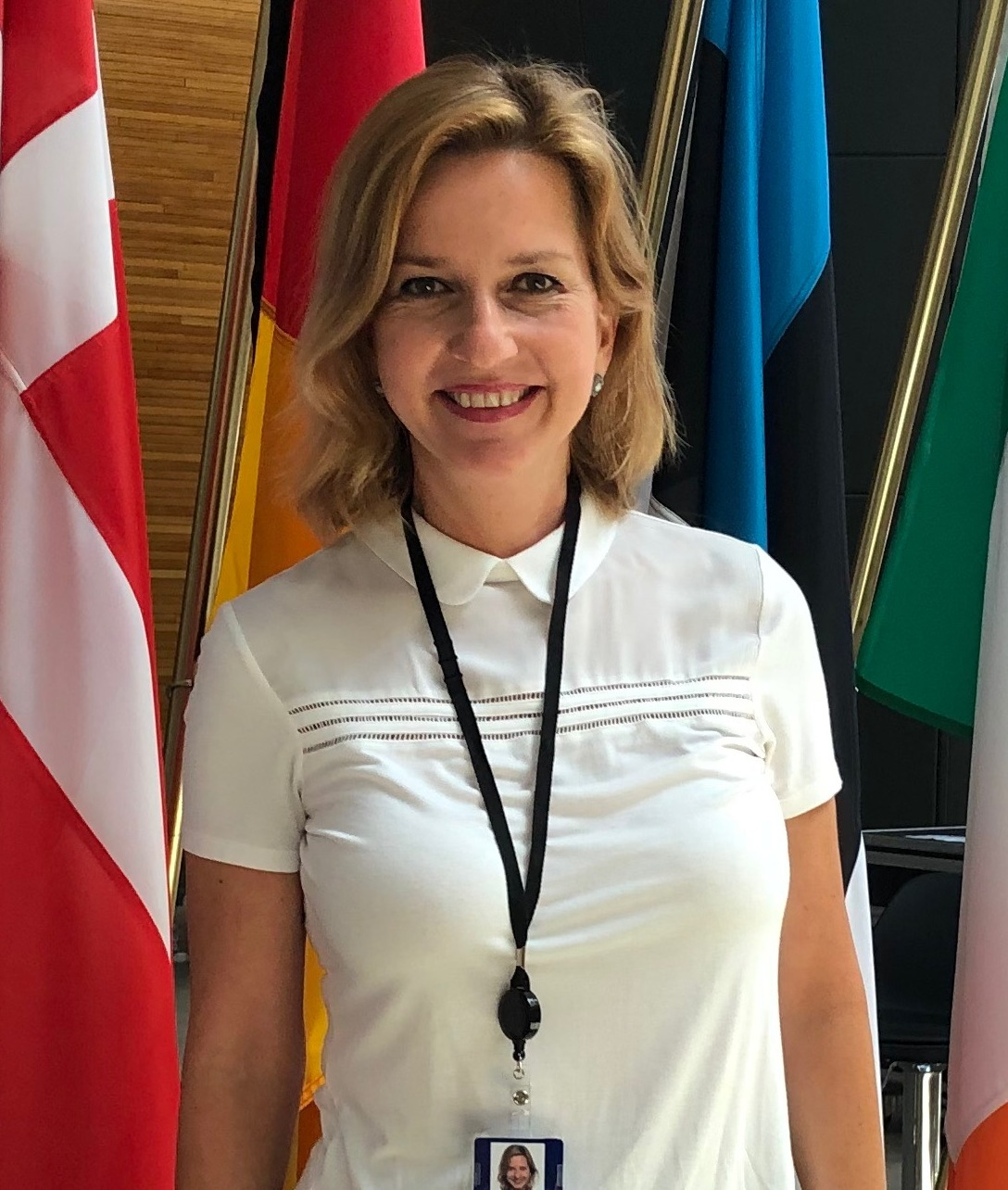
Irina von Wiese (2019)

Irina Stephanie von Wiese und Kaiserswaldau, in Großbritannien meist Irina von Wiese (* 11. September 1967 in Köln) ist eine deutsch-britische Juristin und Politikerin der Liberal Democrats. Sie lehrt als Affiliate Professor für Law Economics & Humanities an der ESCP Business School in London und ist Ehrenpräsidentin des European Center for Populism Studies in Brüssel. Von 2019 bis zum EU-Austritt des Vereinigten Königreichs am 31. Januar 2020 war sie Mitglied des Europäischen Parlaments.

## Leben
Irina von Wiese entstammt dem ursprünglich schlesischen Uradelsgeschlecht von Wiese und Kaiserswaldau. Sie ist eine Enkelin des Soziologen Leopold von Wiese. Ihre Großmutter, Leopold von Wieses dritte Ehefrau Nathalie Garetzeloff, stammte aus Georgien und kam 1923 als Flüchtling nach Weimar.
Sie studierte Rechtswissenschaften an der Universität München und erwarb an der Harvard Kennedy School 1994 einen Master of Public Administration. Einen Teil ihres Referendariats leistete sie bei der EU-Kommission und in der Verwaltung des Landtags Mecklenburg-Vorpommern ab. In Deutschland wurde sie 1996 als Rechtsanwältin zugelassen. Im selben Jahr zog sie nach Großbritannien, wo sie 1998 die Zulassung als Solicitor für England und Wales erhielt. In London arbeitete sie als Antitrust Director für die GSM Association.
Sie besitzt die deutsche und die britische Staatsbürgerschaft.
Seit Mai 2022 lehrt von Wiese als Affiliate Professor für Politik und Recht am Londoner Standort der ESCP Business School. Als Nachfolgerin ihres Parteikollegen Graham Watson wurde sie 2023 zur Ehrenpräsidentin des Europäischen Zentrums für Populismusforschung (European Center for Populism Studies) mit Sitz in Brüssel ernannt.

## Politik
Irina von Wieses Interesse an europäischer Politik wurde in ihrer Zeit in Harvard durch ihre damalige Dozentin Shirley Williams geweckt. Sie engagierte sich zunächst in London auf lokaler Ebene für die Liberaldemokraten. Von diesen wurde sie auch als Kandidatin für den Unterhauswahlkreis Hammersmith und für die Wahlen zur London Assembly 2020 vorgesehen. Sie engagierte sich in der Remain-Opposition gegen den EU-Austritt des Vereinigten Königreichs.
Bei der Europawahl im Vereinigten Königreich 2019, bei der die Liberaldemokraten mit 27,2 % stärkste Partei im Europa-Wahlkreis London wurden, errang sie eines von drei Mandaten der Liberaldemokraten. Sie gehörte damit der Renew-Europe-Fraktion an. Im EU-Parlament war sie Mitglied im Petitionsausschuss und im Ausschuss für auswärtige Angelegenheiten sowie stellvertretende Vorsitzende des Unterausschusses für Menschenrechte. Zudem war sie Delegierte für die Beziehungen zu den Maschrik-Ländern. Ihr Mandat endete mit dem Austritt des Großbritanniens aus der Europäischen Union zum 31. Januar 2020.
Bei den Kommunalwahlen in Großbritannien am 5. Mai 2022 wurde von Wiese in den London Borough Council (Stadtbezirksrat) von Southwark gewählt.